# Aeroportul Caloundra
Aeroportul Caloundra (IATA: CUD, ICAO: YCDR) este un aeroport din Queensland, Australia.
Situat la o altitudine de 11 m, aeroportul dispune de o singură pistă.